# Aleksàndrovka (Volsk)
Aleksàndrovka — Александровка (rus) — és un poble de l'óblast de Saràtov, a Rússia, segons el cens del 2010 tenia 3 habitants. Pertany al districte municipal de Volsk.